# Hymenaster
Genre
Hymenaster est un genre d'étoiles de mer (Asteroidea) de la famille des Pterasteridae.

## Description et caractéristiques
Leurs cinq bras sont unis par un voile qui leur confère une silhouette pentagonale. Ce sont des étoiles au squelette très limité, surmontée par un osculum proéminent. 

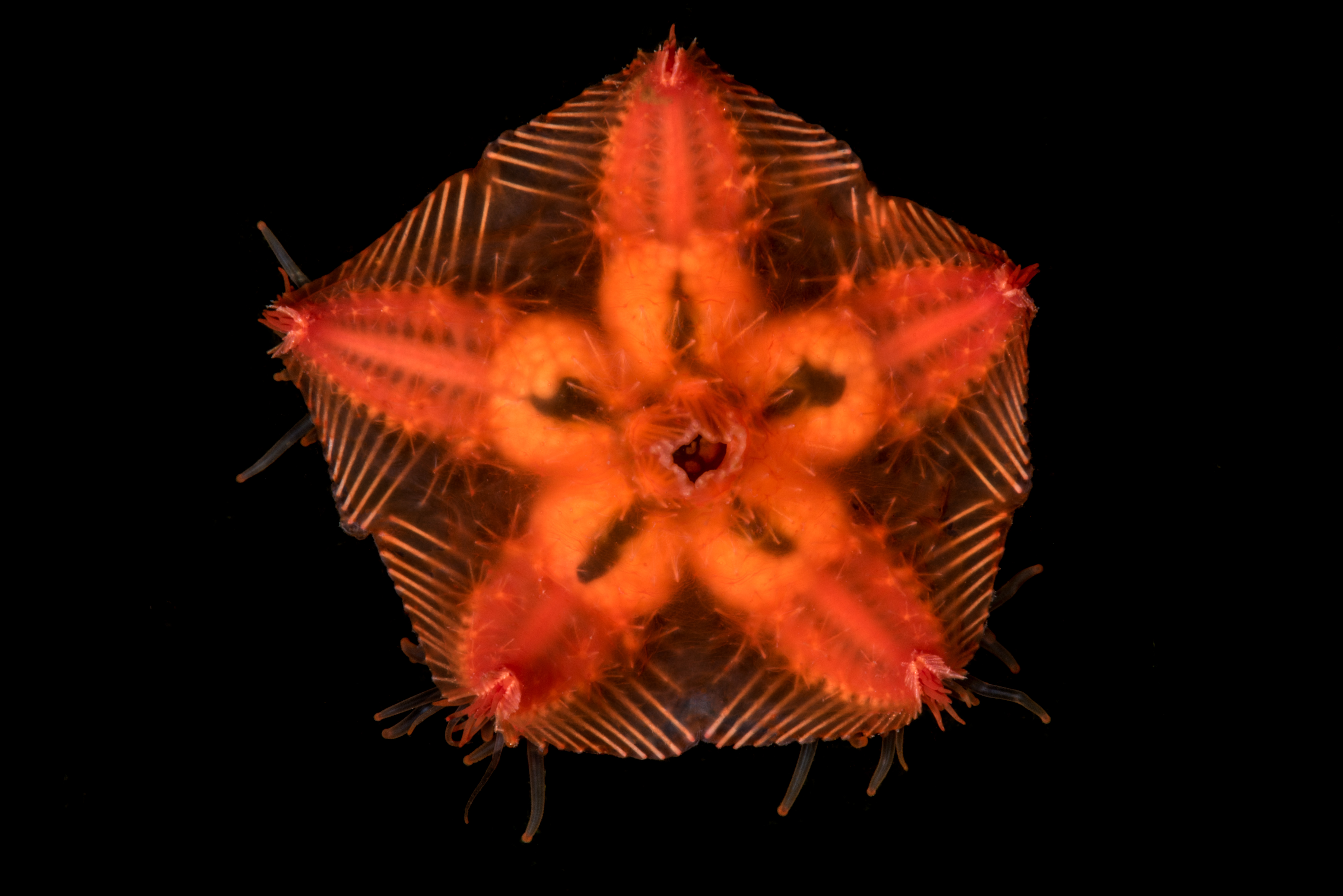
Hymenaster pellucidus
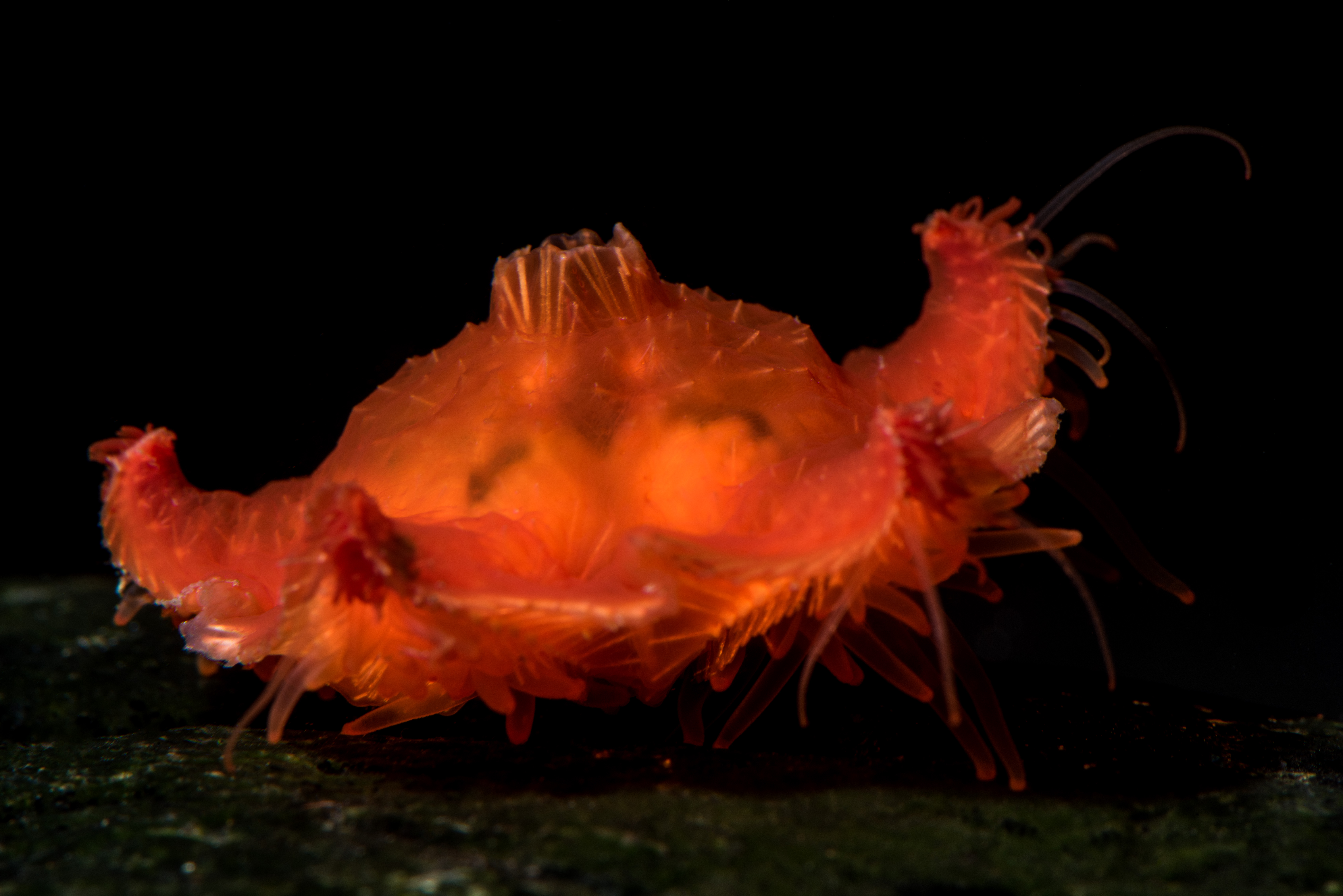
Idem, de profil.
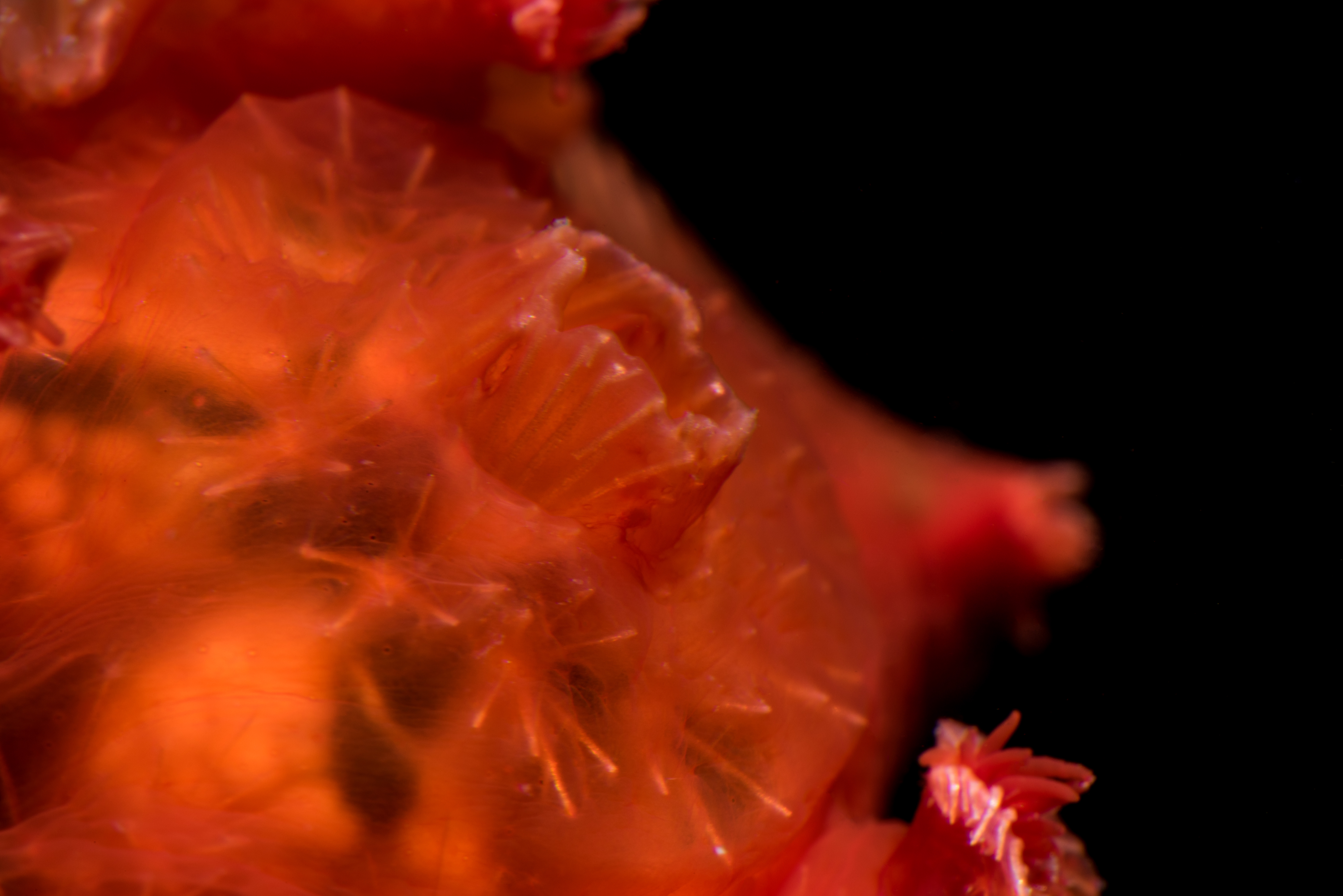
Idem, détails de l'osculum.

## Liste des espèces
Selon World Register of Marine Species (27 oct. 2012) :
- Hymenaster agassizi Verril, 1899
- Hymenaster alcocki Koehler, 1909
- Hymenaster anomalus Sladen, 1882
- Hymenaster bartschi Fisher, 1916
- Hymenaster blevgadi Madsen, 1956
- Hymenaster caelatus Sladen, 1882
- Hymenaster campanulatus Koehler, 1908
- Hymenaster carnosus Sladen, 1882
- Hymenaster coccinatus Sladen, 1882
- Hymenaster coriaceus Koehler, 1920
- Hymenaster cremnodes H.L. Clark, 1920
- Hymenaster crucifer Sladen, 1882
- Hymenaster densus Koehler, 1908
- Hymenaster echinulatus Sladen, 1882
- Hymenaster edax Koehler, 1908
- Hymenaster estcourti McKnight, 1973
- Hymenaster formosus Sladen, 1882
- Hymenaster fucatus Koehler, 1908
- Hymenaster geometricus Sladen, 1882
- Hymenaster giboryi Perrier, 1894
- Hymenaster glaucus Sladen, 1882
- Hymenaster gracilis Ludwig, 1905
- Hymenaster graniferus Sladen, 1882
- Hymenaster infernalis Sladen, 1882
- Hymenaster koehleri Fisher, 1910
- Hymenaster lamprus H.L. Clark, 1923
- Hymenaster latebrosus Sladen, 1882
- Hymenaster modestus Verrill, 1885
- Hymenaster nobilis Wyville Thomson, 1876
- Hymenaster pellucidus Thomson, 1873
- Hymenaster pentagonalis Fisher, 1906
- Hymenaster pergamentaceus Sladen, 1882
- Hymenaster perspicuus Ludwig, 1903
- Hymenaster platyacanthus Ludwig, 1905
- Hymenaster porosissimus Sladen, 1882
- Hymenaster praecoquis Sladen, 1882
- Hymenaster pudicus Koehler, 1920
- Hymenaster pullatus Sladen, 1882
- Hymenaster quadrispinosus Fisher, 1905
- Hymenaster regalis Verrill, 1895
- Hymenaster reticulatus Sibuet, 1976
- Hymenaster rex Perrier, 1885
- Hymenaster rhodopeplus Fisher, 1916
- Hymenaster roseus Koehler, 1907
- Hymenaster sacculatus Sladen, 1882
- Hymenaster tenuispinus Sibuet, 1976
- Hymenaster trias H.L. Clark, 1920
- Hymenaster vicarius Sladen, 1882
- Hymenaster violaceus Ludwig, 1905
- Hymenaster bourgeti Perrier in Filhol, 1885

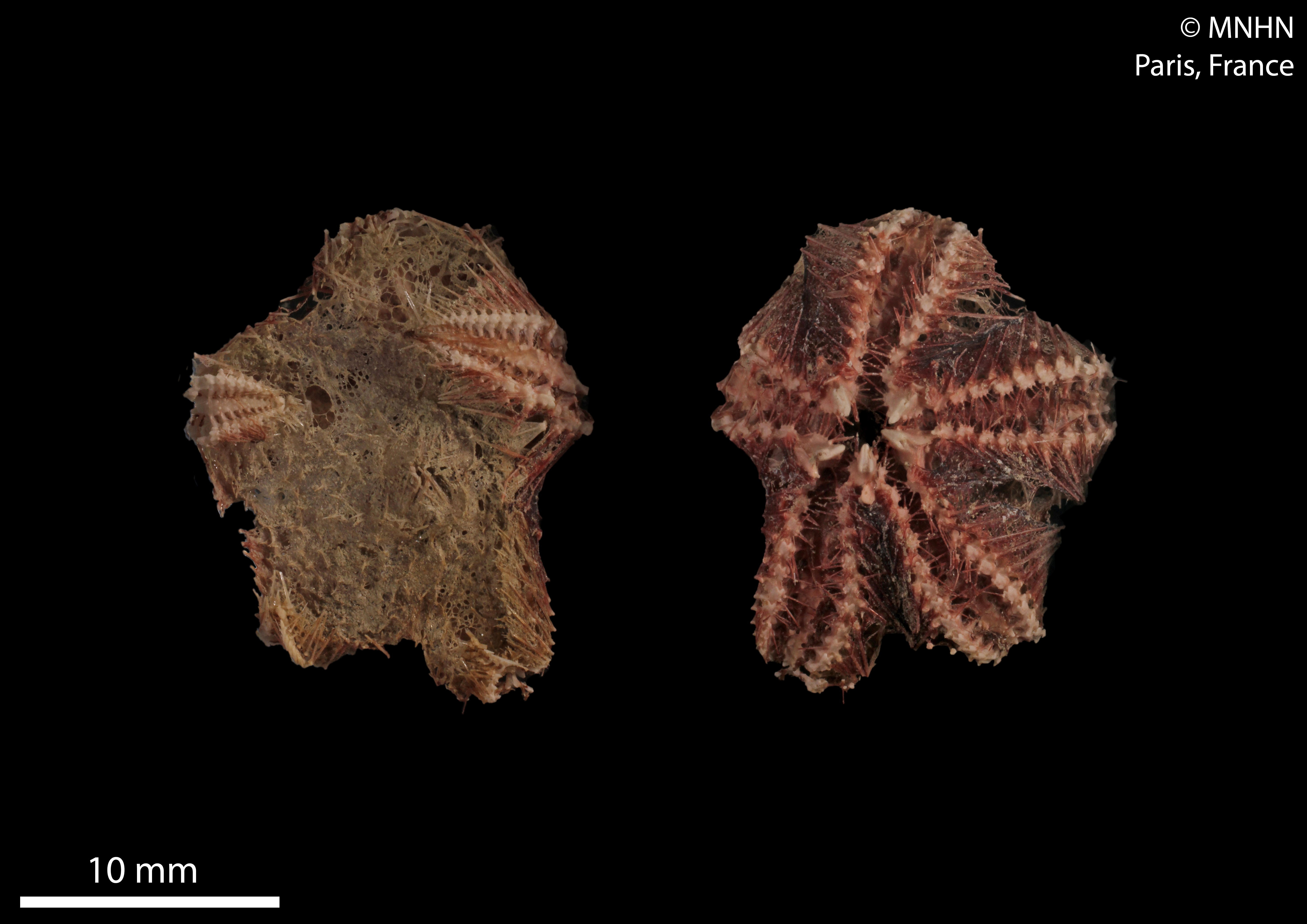
Hymenaster acutus (spécimen séché, MNHN)
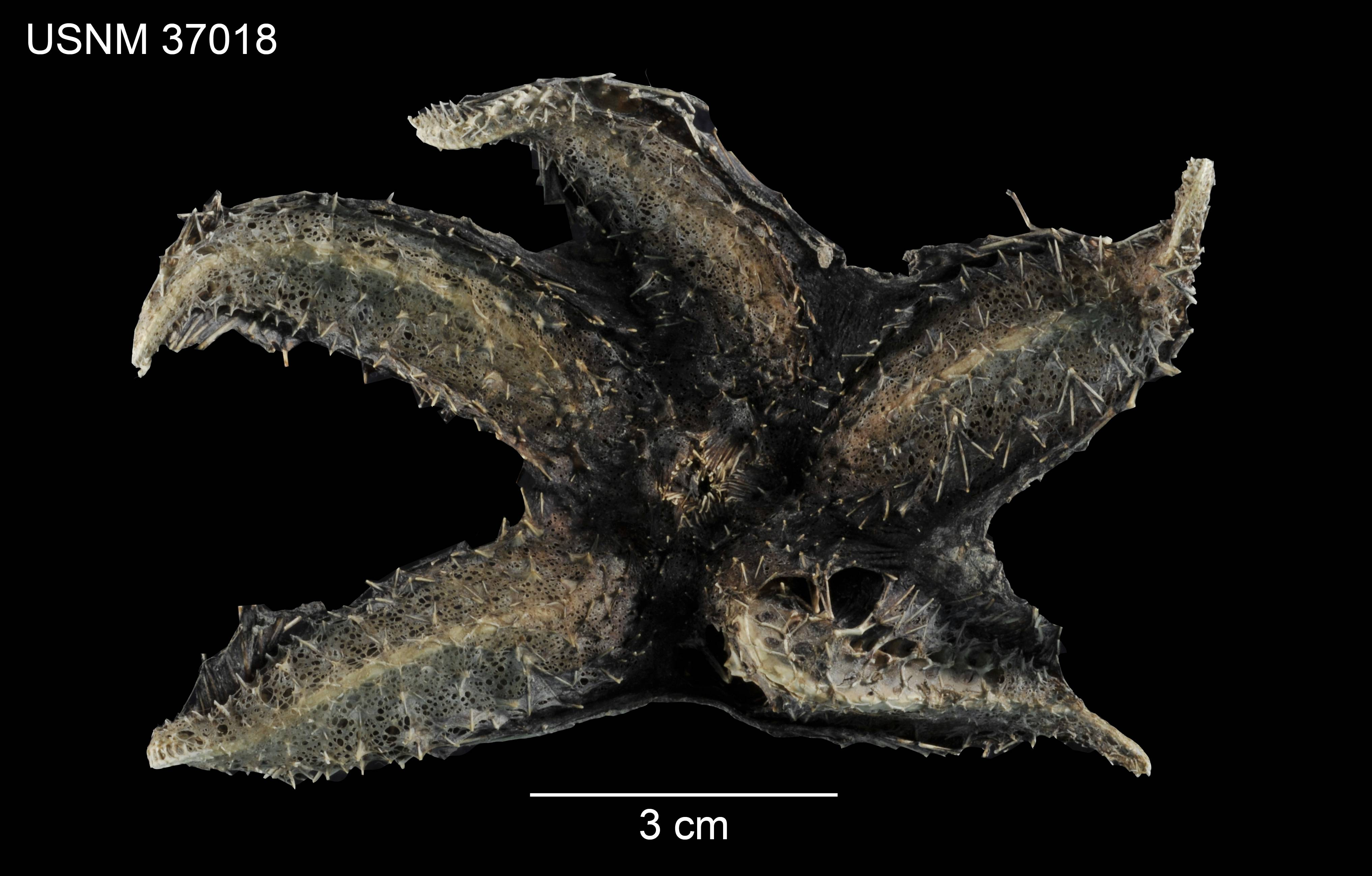
Hymenaster bartschi (spécimen séché, USNM)
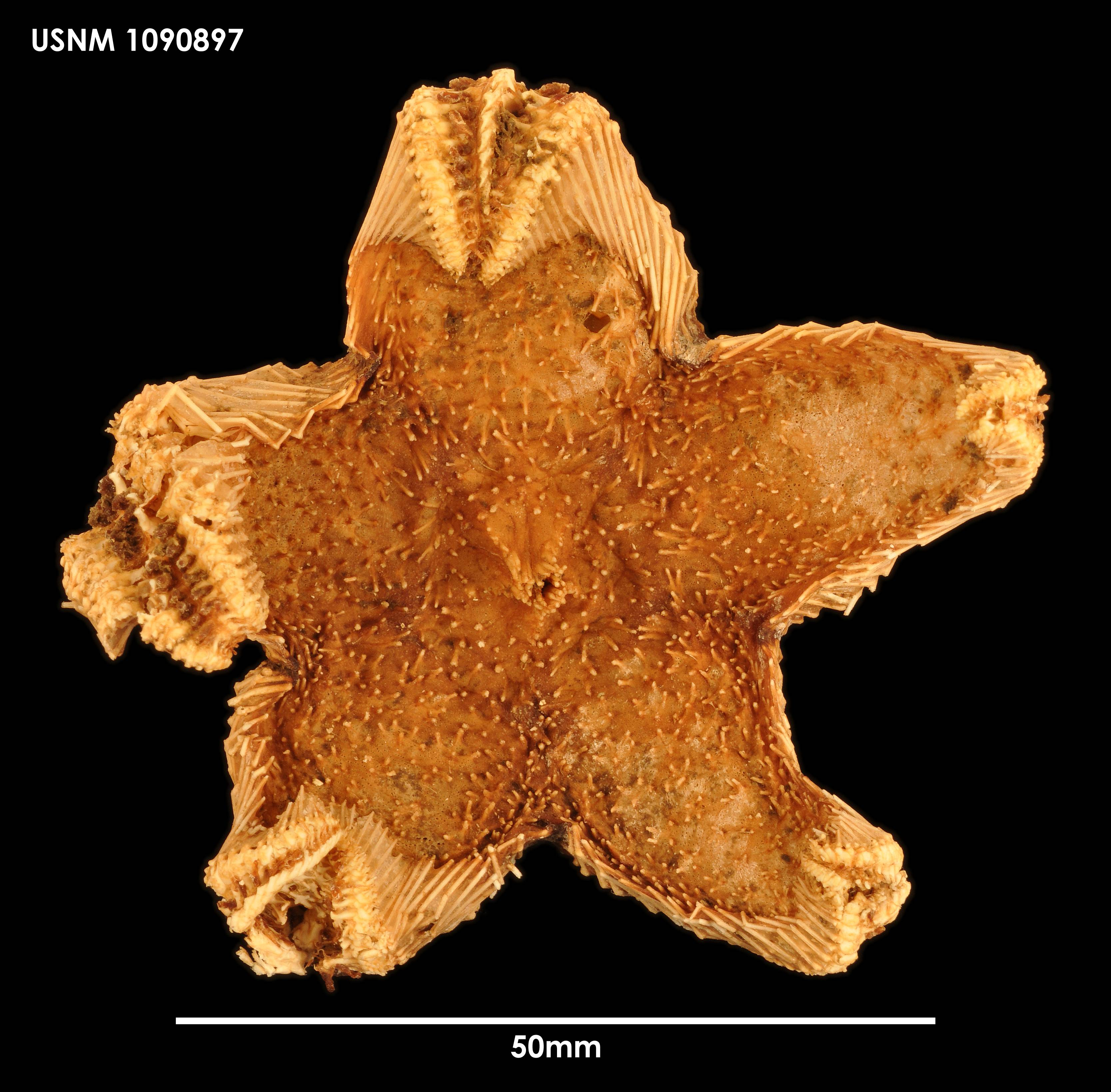
Hymenaster caelatus (spécimen séché, USNM)
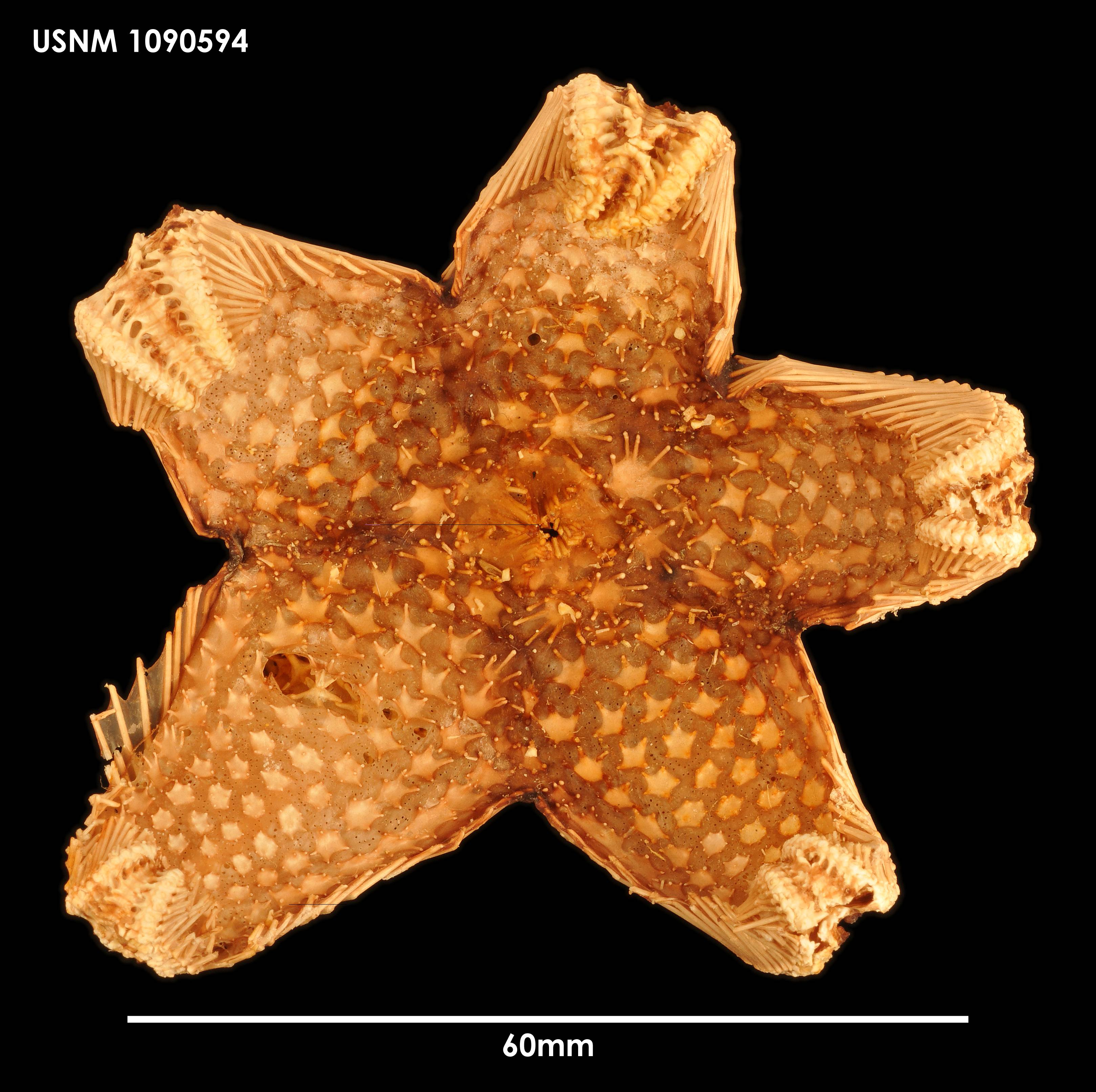
Hymenaster crucifer (spécimen séché, USNM)
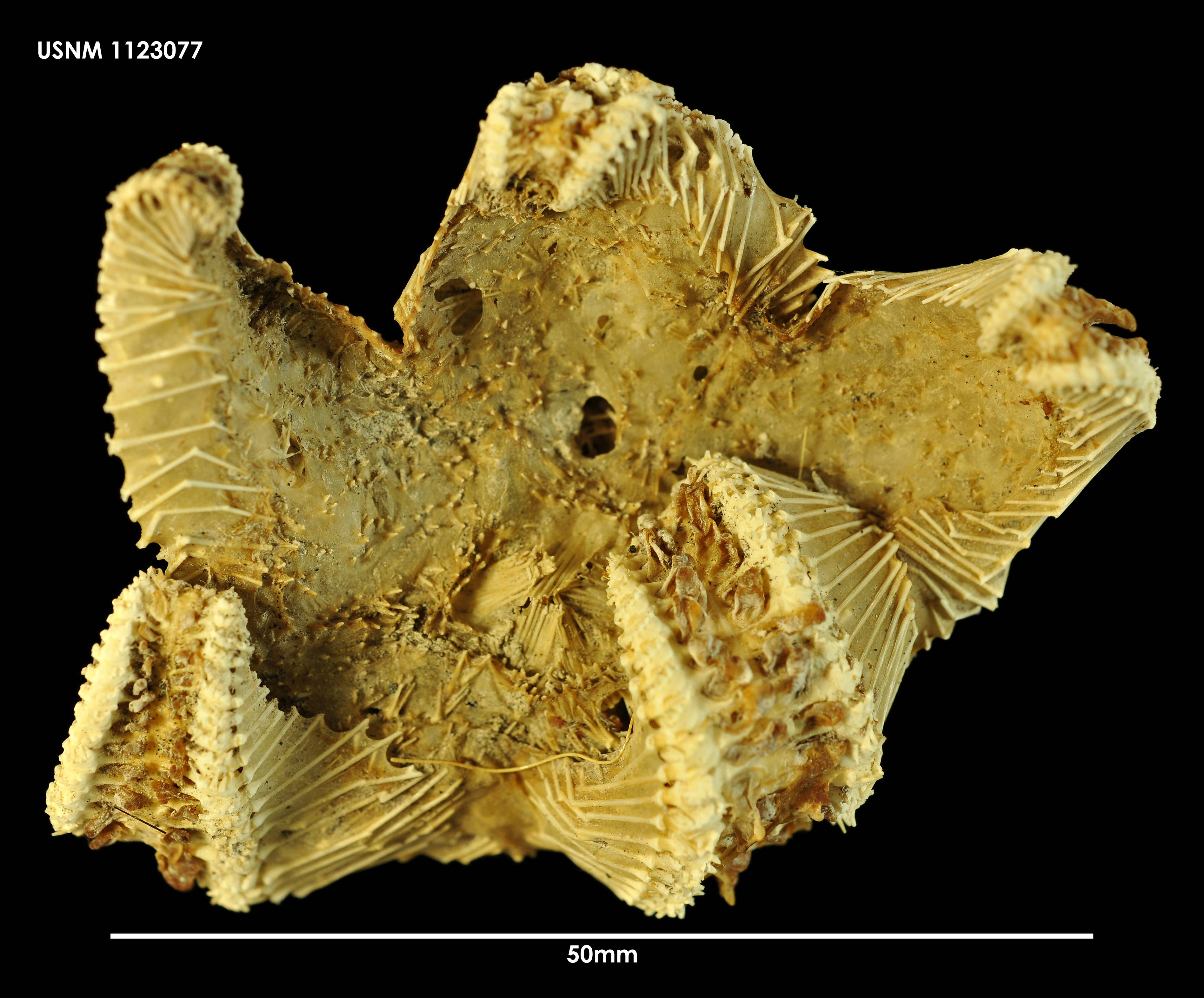
Hymenaster densus (spécimen séché, USNM)
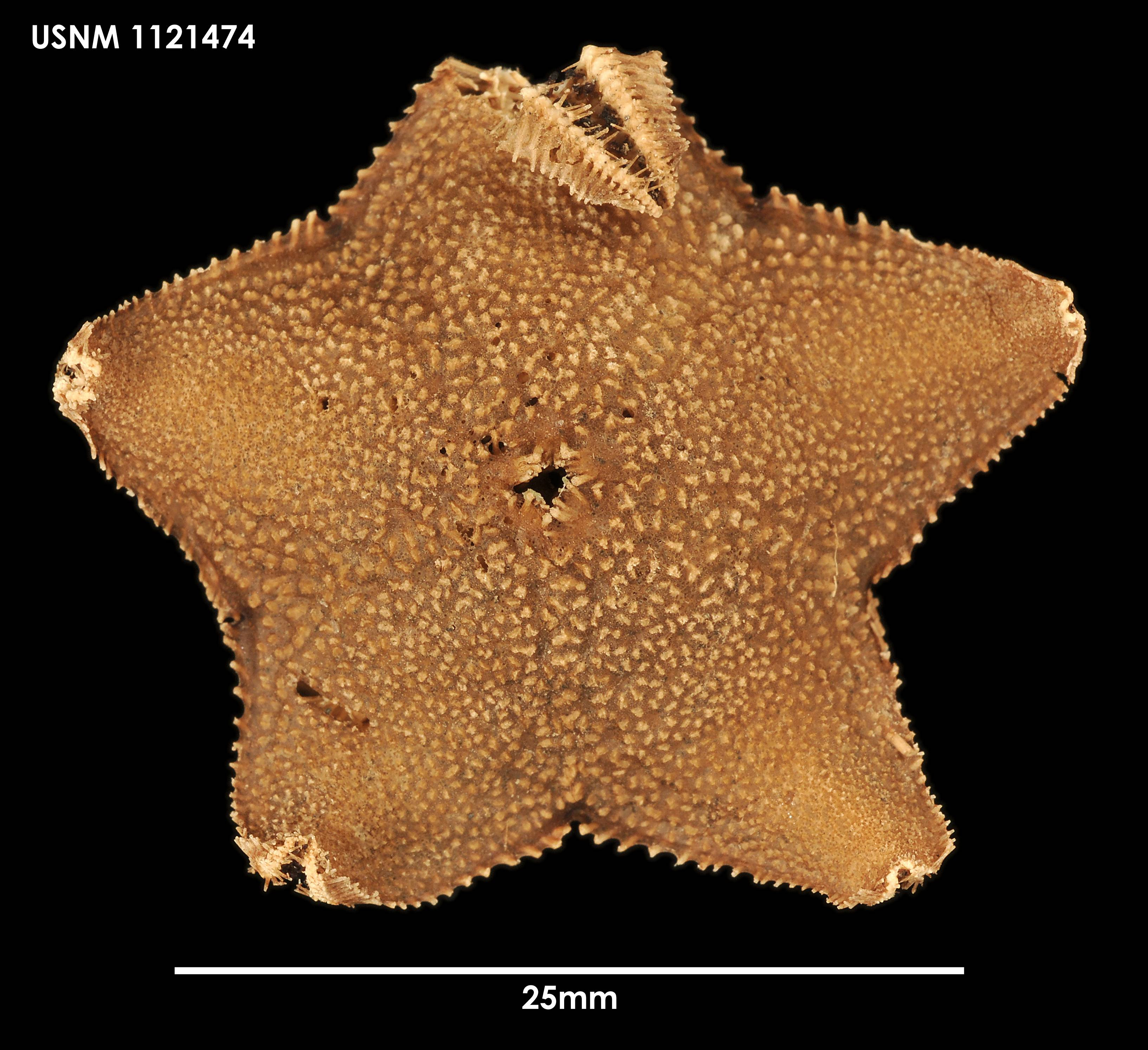
Hymenaster edax (spécimen séché, USNM)
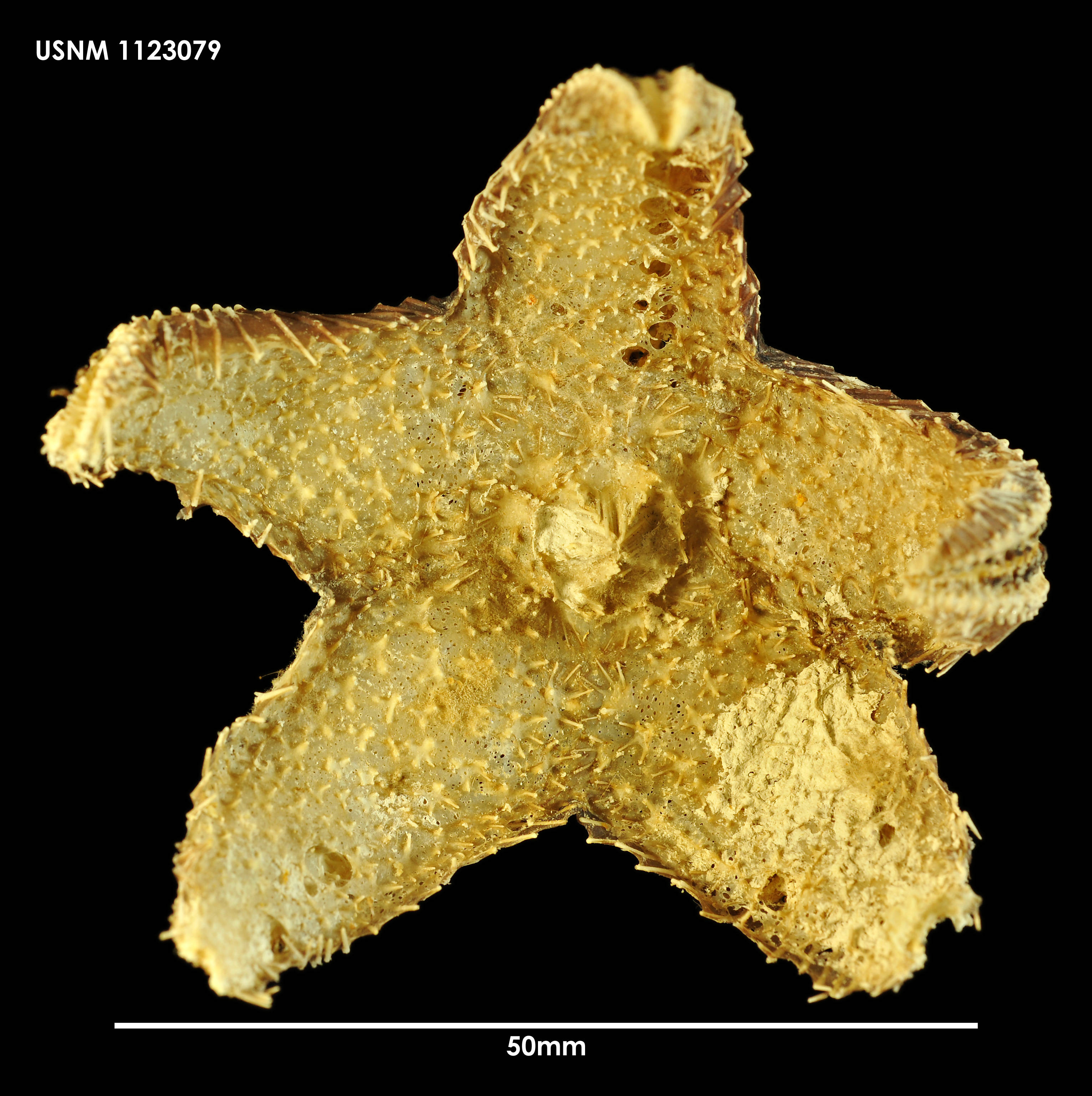
Hymenaster fucatus (spécimen séché, USNM)
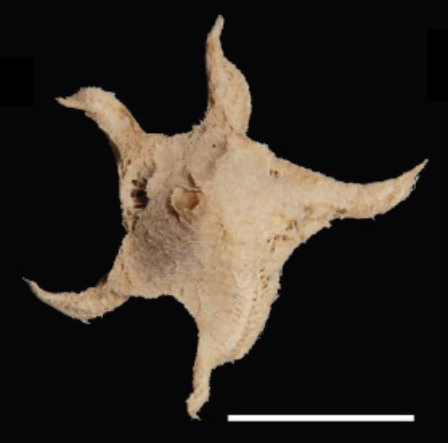
Hymenaster modestus
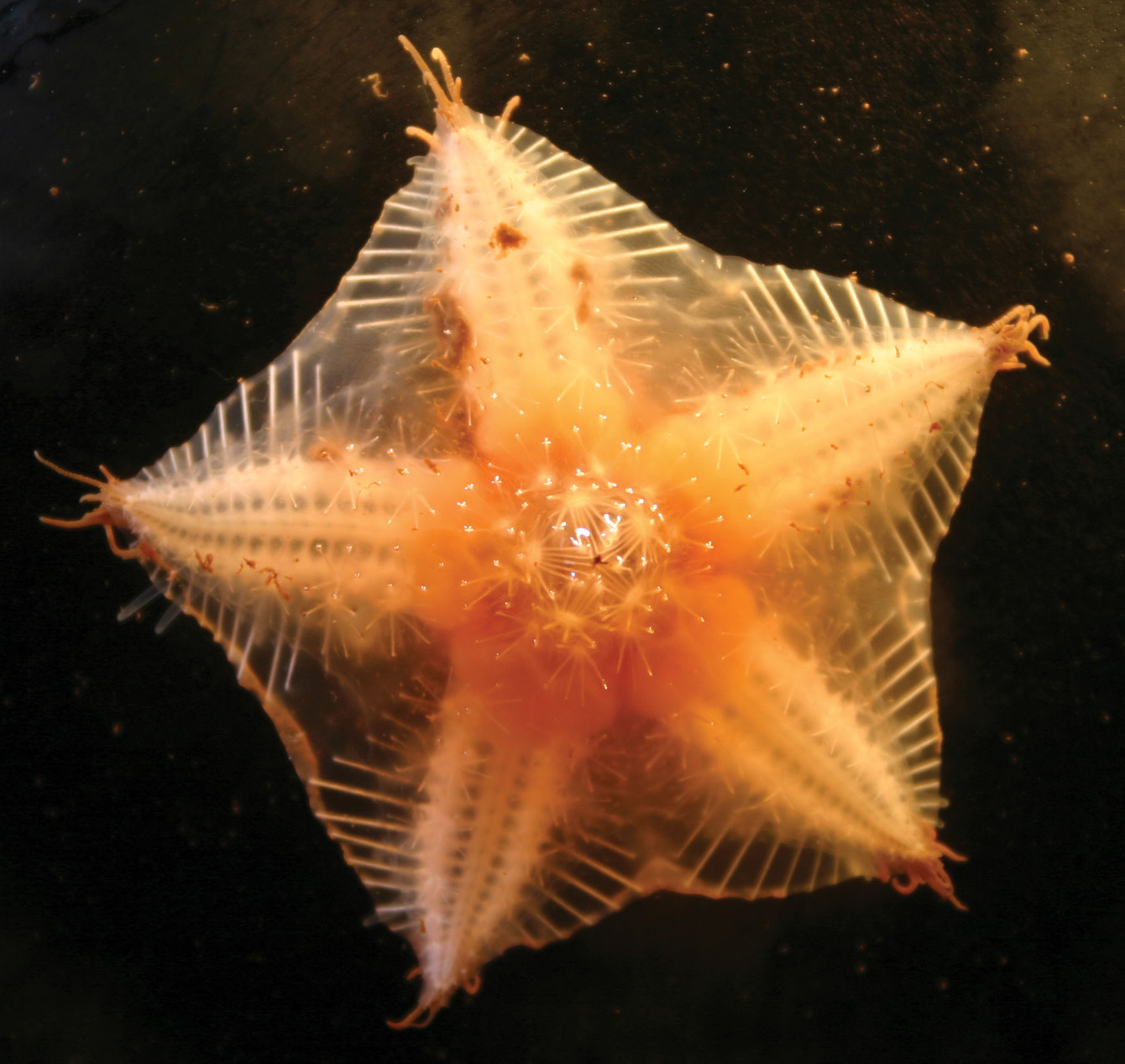
Hymenaster pellucidus
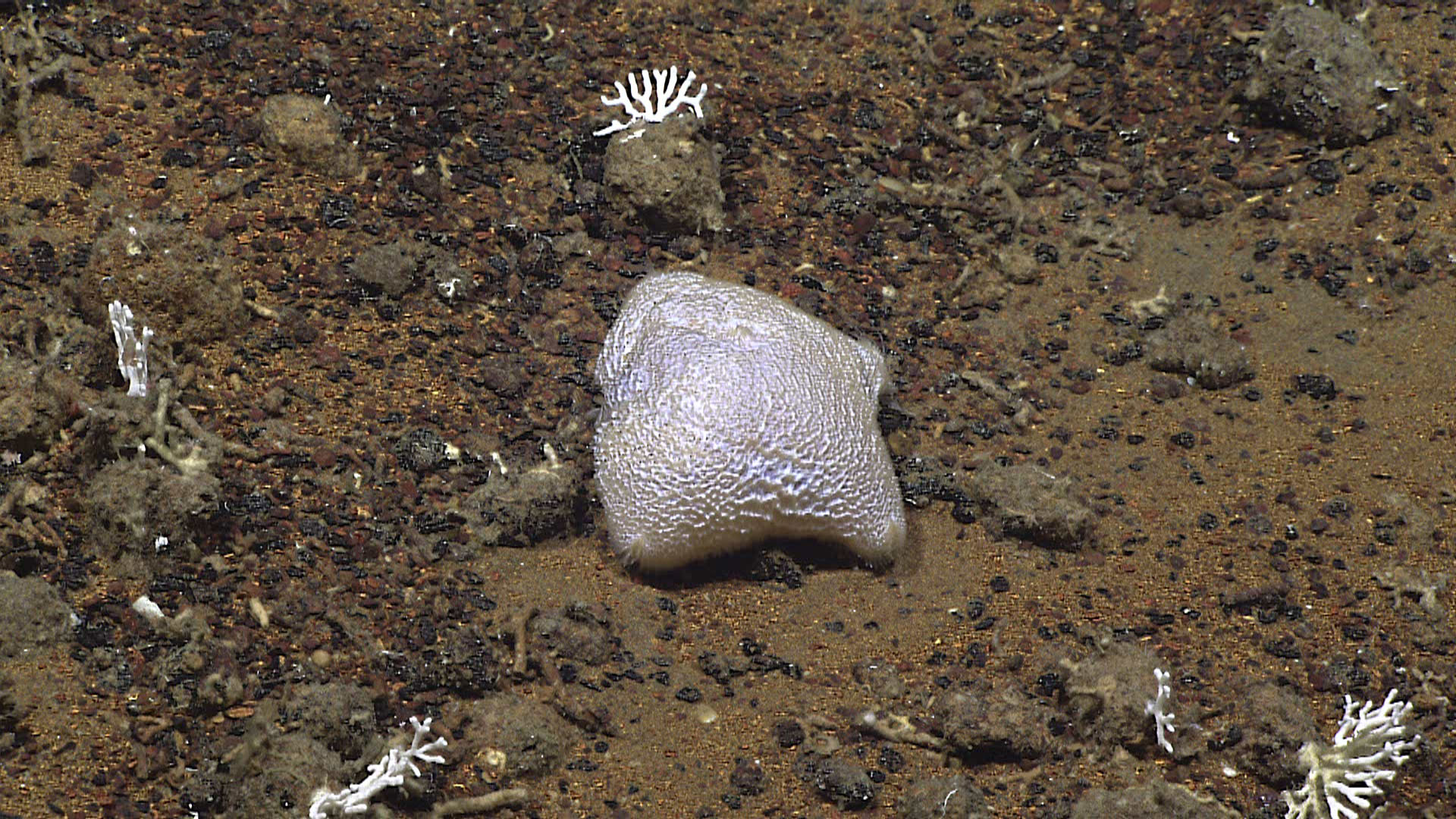
Hymenaster pentagonalis
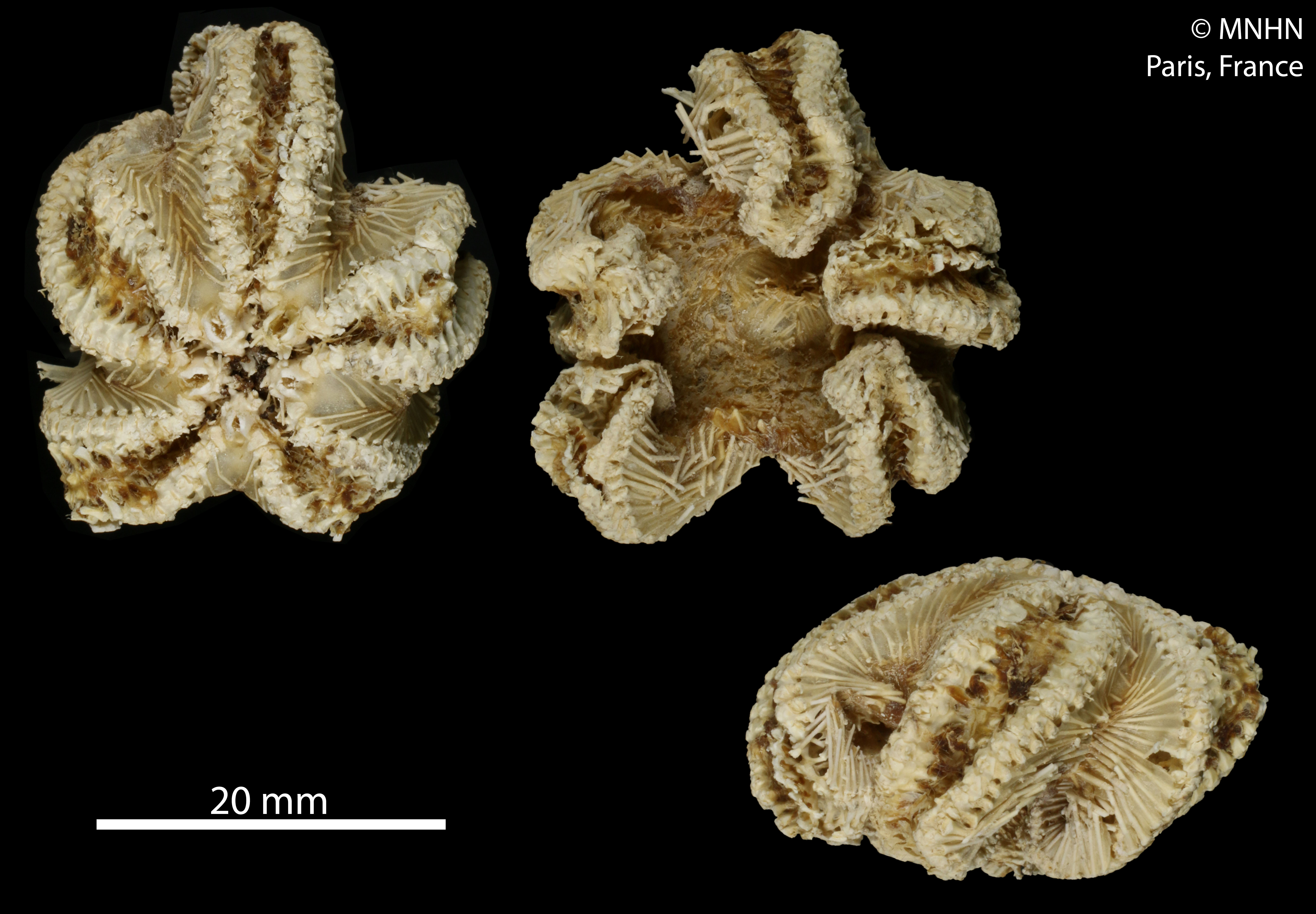
Hymenaster pudicus (spécimen séché, MNHN)
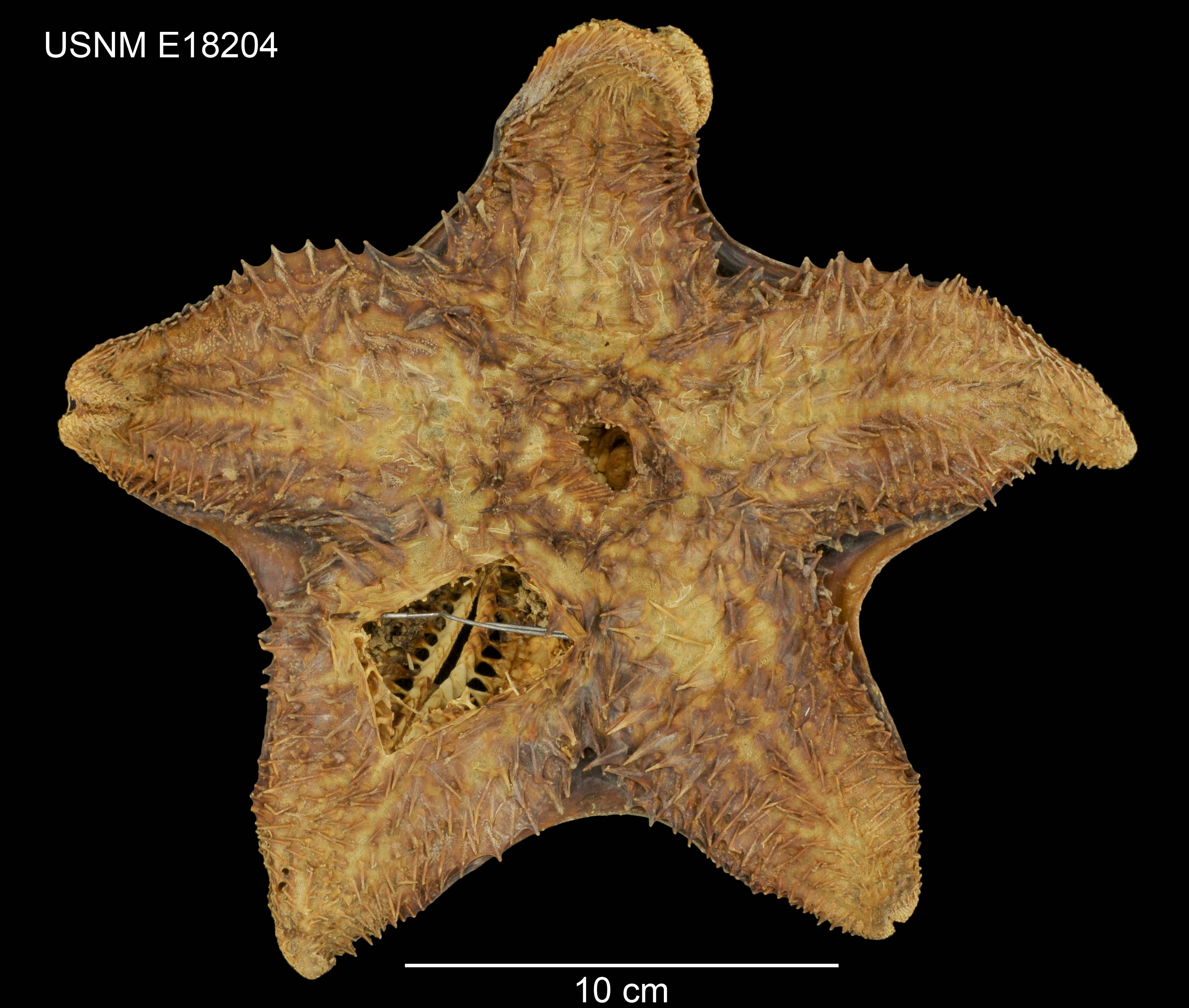
Hymenaster regalis (spécimen séché, USNM)
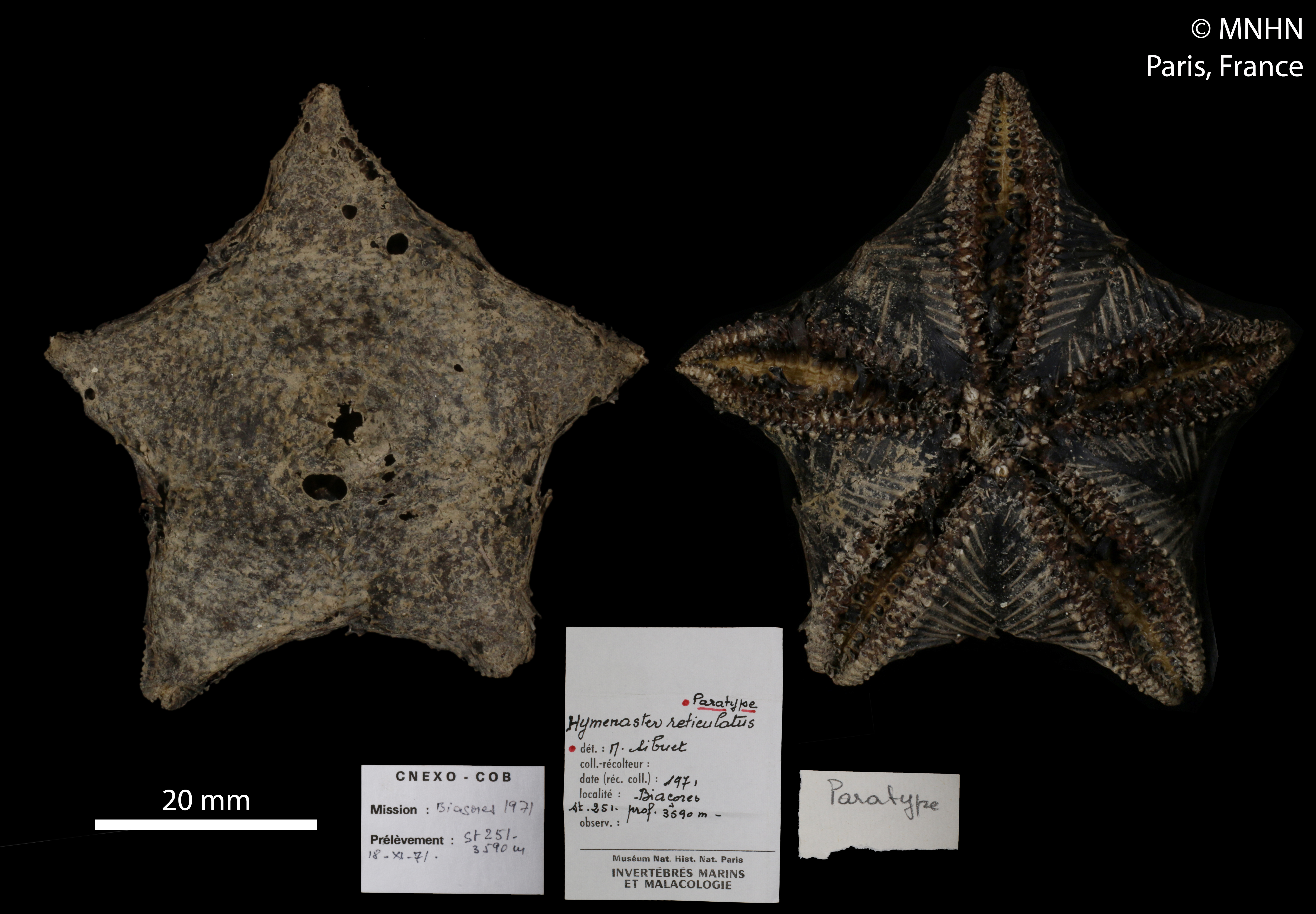
Hymenaster reticulatus (spécimen séché, MNHN)
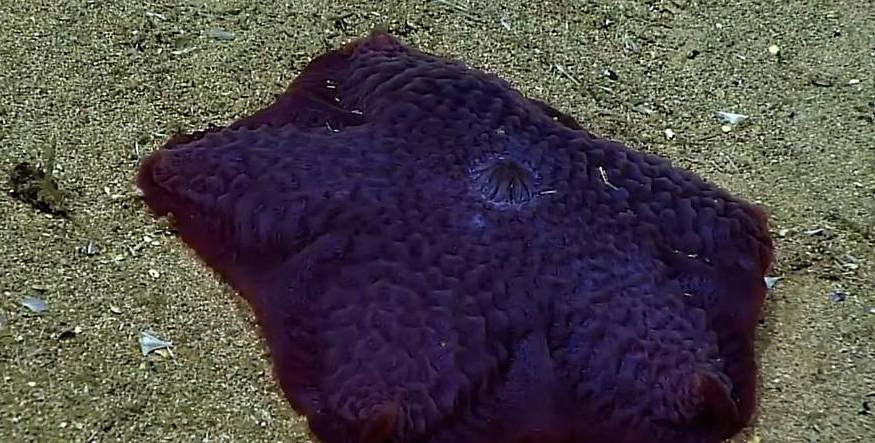
Hymenaster rex
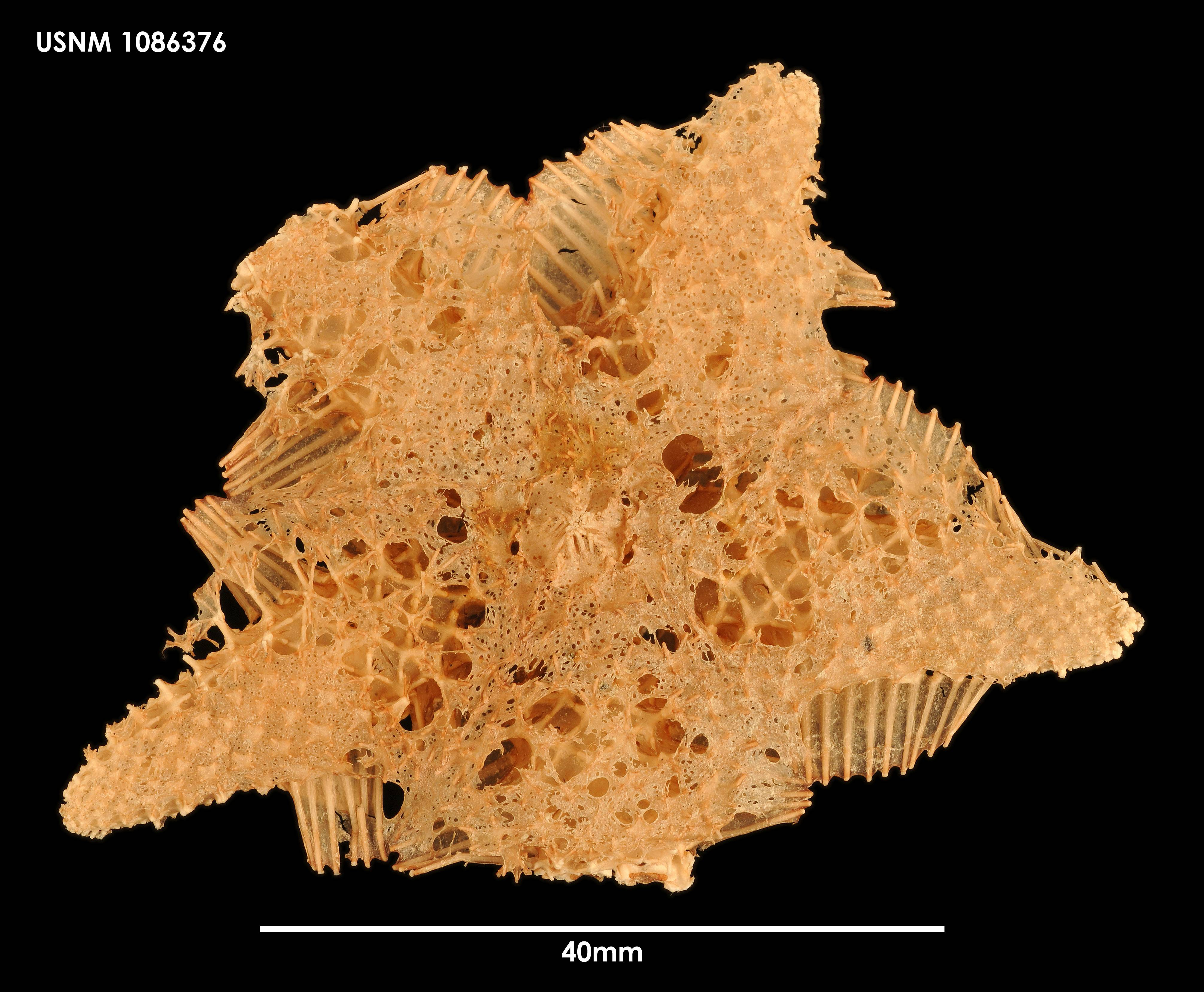
Hymenaster sacculatus (spécimen séché, USNM)
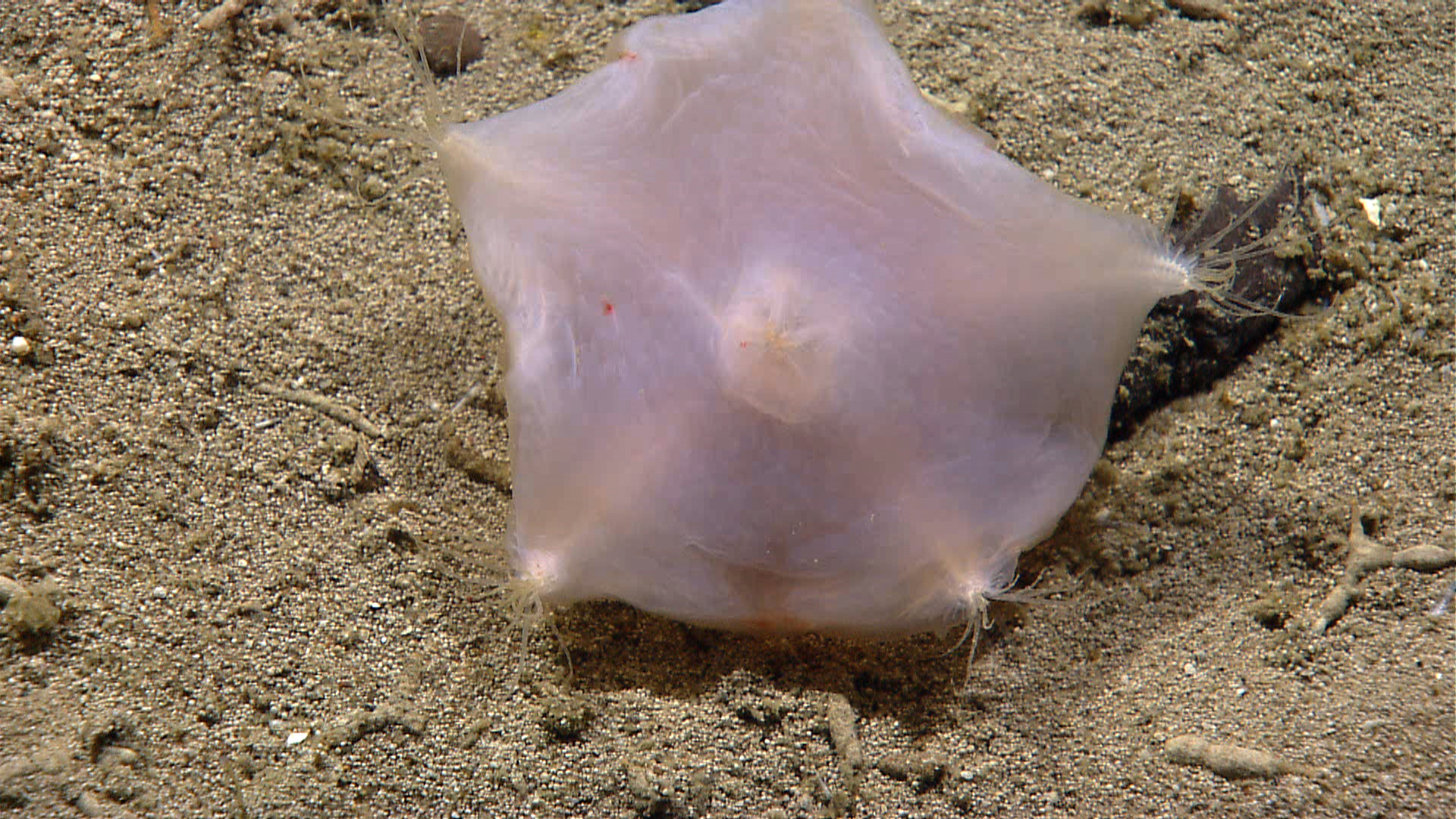
Une autre Hymenaster sp. de grande profondeur.
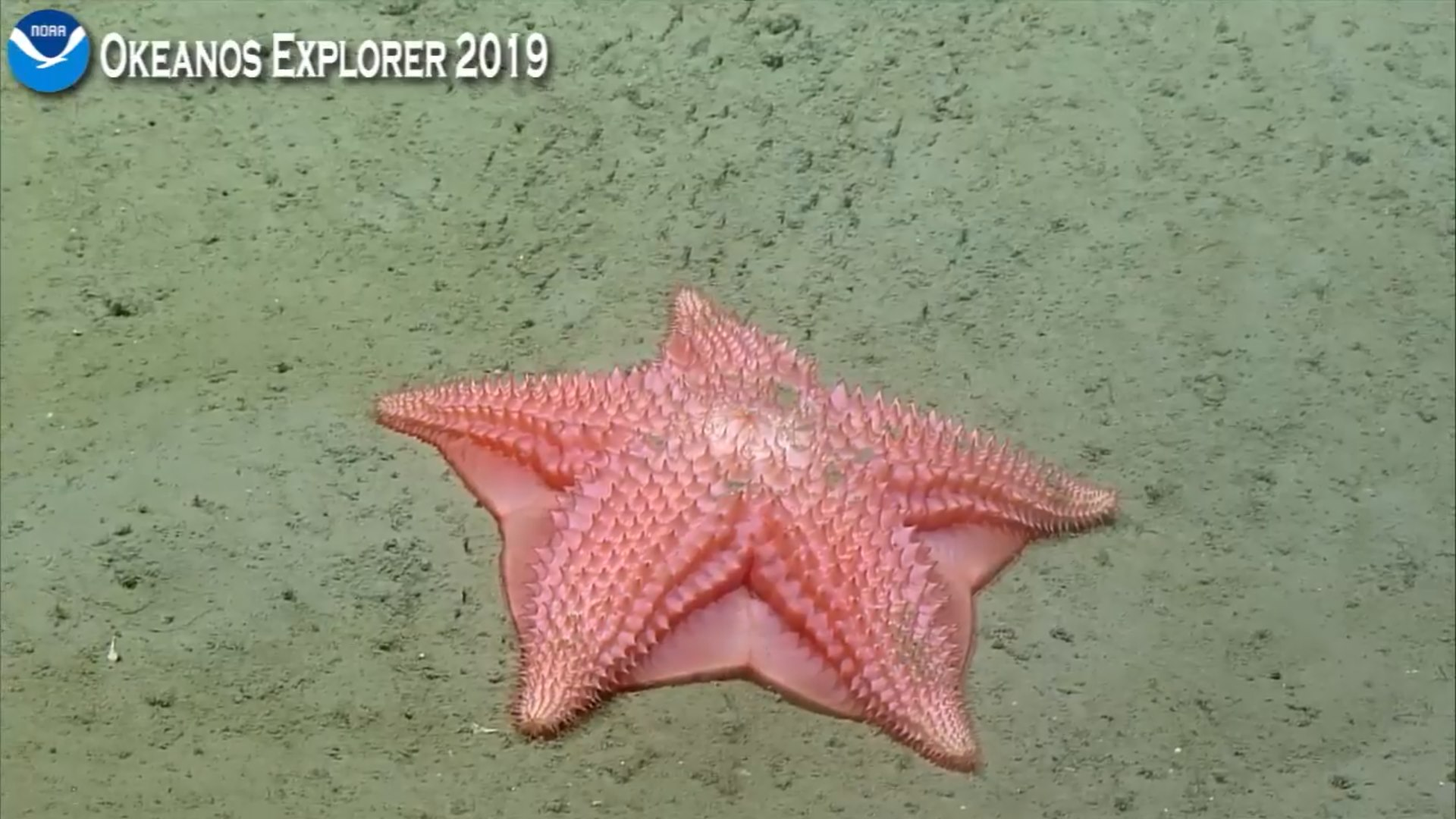
idem
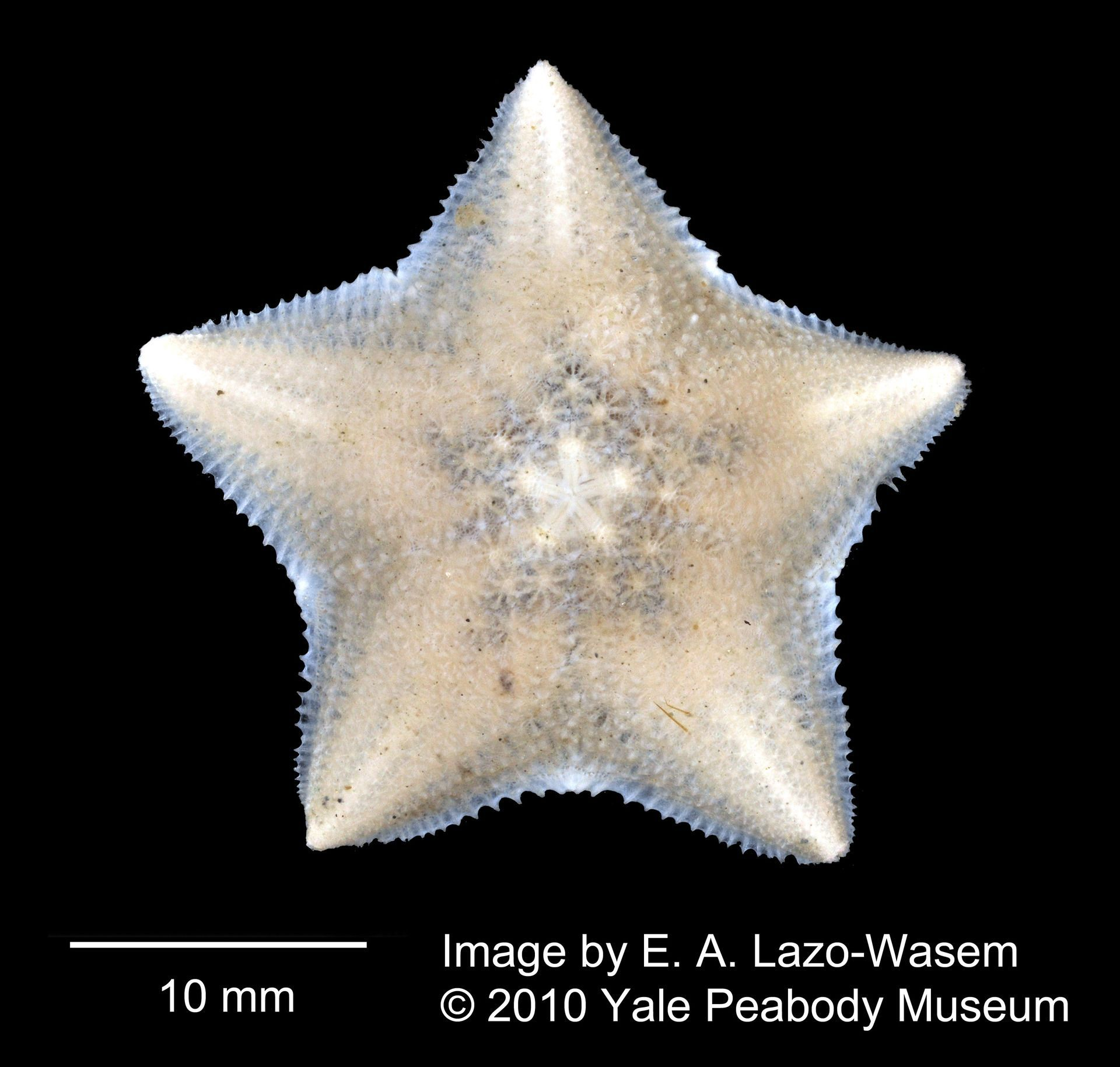